# Cupressocrinites
Cupressocrinites is een geslacht van uitgestorven zeelelies, dat leefde tijdens het Devoon.

## Beschrijving
Deze zeelelie had een grote, kegelvormige kelk met een cilindrische steel. De kelk werd omsloten door tien kalkplaten, die waren geplaatst in twee regelmatig afwisselende rijen. Op doorsnede waren de vijf korte, onvertakte armen driehoekig. In gesloten toestand vormden ze een korte, compacte en puntige kroon. De normale kelkdiameter bedroeg ongeveer 2,5 cm.

## Leefwijze
Dit stevig gebouwde geslacht bewoonde woelige, door ruwe stromingen gekenmerkte wateren.